# Старо патријаршијско гробље
Старо патријаршијско гробље се налазило у Пећи, насељеном месту и седишту истоимене општине, на Косову и Метохији, представља непокретно културно добро као споменик културе.
Старо патријаршијско гробље се налази поред Дома здравља и Антитуберкулозног диспанзера, чијом је изградњом гробље у великој мери оштећено. Претпоставља се да се сахрањивање у овом гробљу вршило у периоду од 16. до 19. века.

## Основ за упис у регистар
Решење Завода за заштиту и научно проучавање споменика културе АКМО у Приштини, бр. 519 од 20. 11. 1958. г. Закон о заштити споменика културе и природних реткости (Сл. гласник НРС бр. 54/48).